# Église Notre-Dame de Decazeville
L'église Notre-Dame de Decazeville est située sur la commune de Decazeville, dans le département de l'Aveyron, en France. Elle est inscrite en totalité aux monuments historiques.

## Localisation
Elle se trouve place Wilson au centre-ville à 212 m d'altitude.

## Historique
Afin de remplacer l'église de Vialarels, menacée par les terrains miniers qui se trouvaient à proximité, sa construction a débuté en 1847 sous la direction de l'architecte Antoine-Martin Garnaud (1796-1861), premier Prix de Rome en 1817. Elle a été consacrée en 1861. Le clocher n'a été terminé qu'en 1873.
Après la restauration des vitraux en 2008, des rénovations ont eu lieu en 2011, notamment sur les hauteurs de la coupole du parvis.
Elle fait l'objet d'une inscription au titre des monuments historiques par arrêté du 17 décembre 2019.

## Galerie

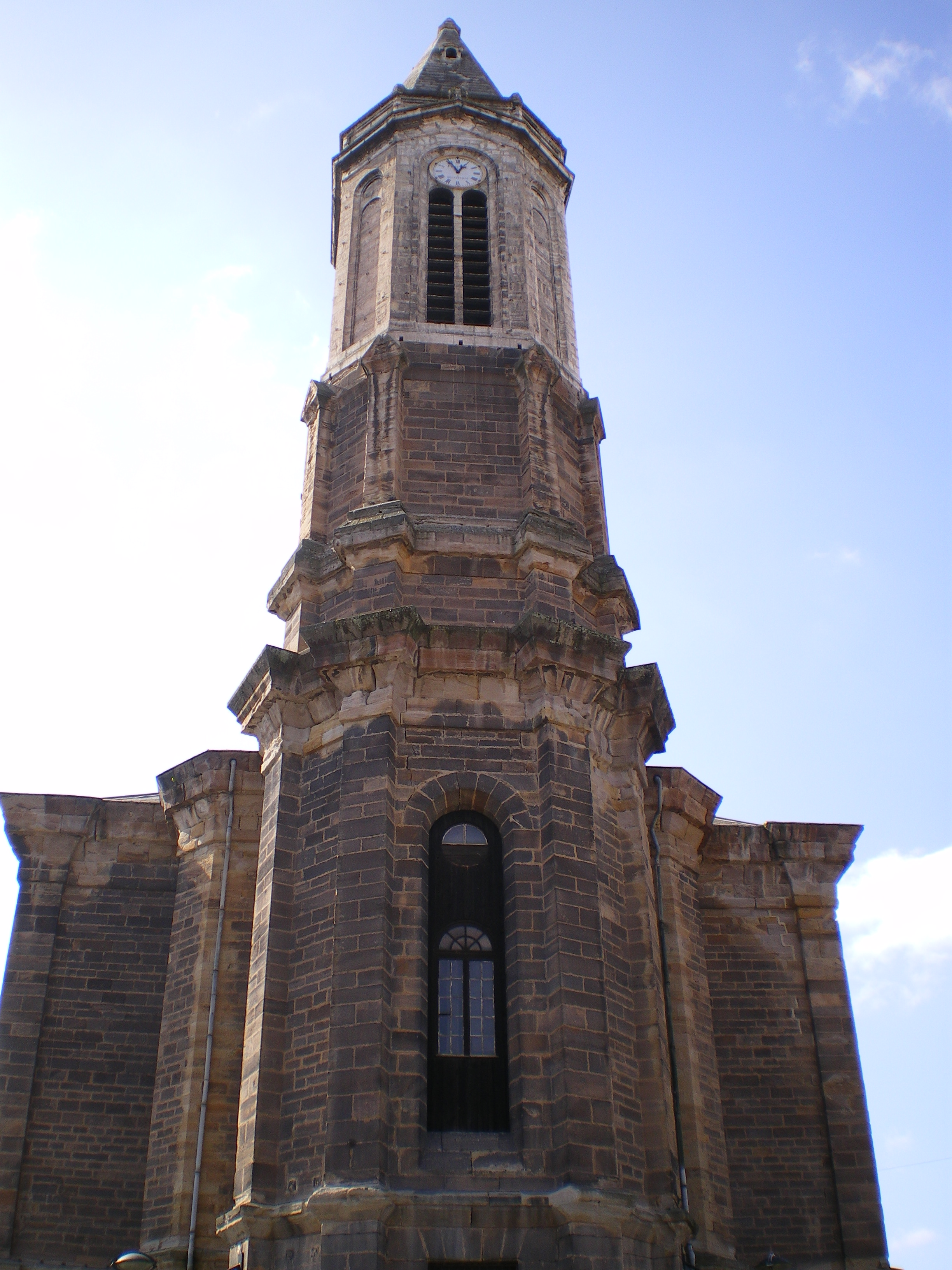
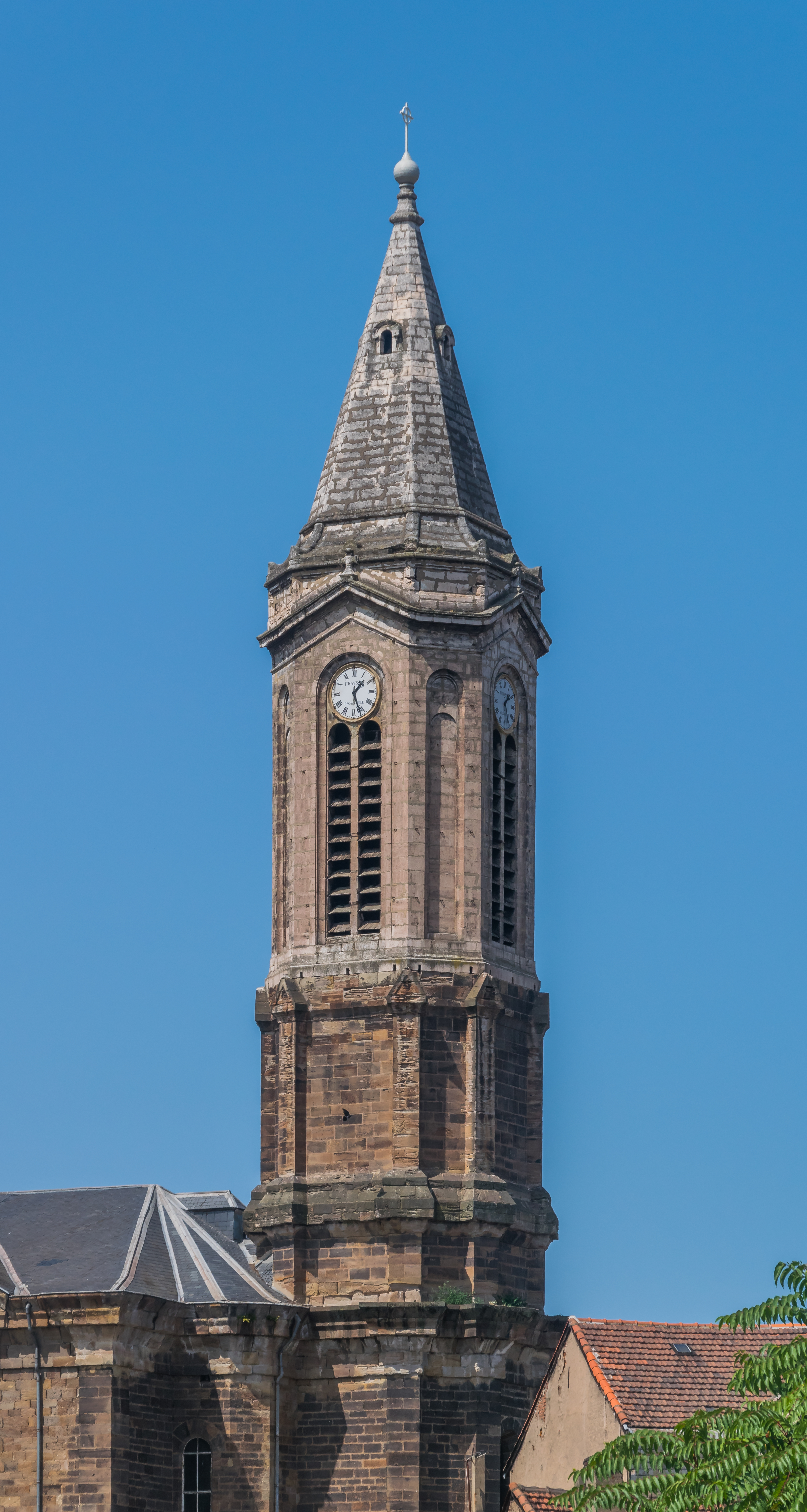
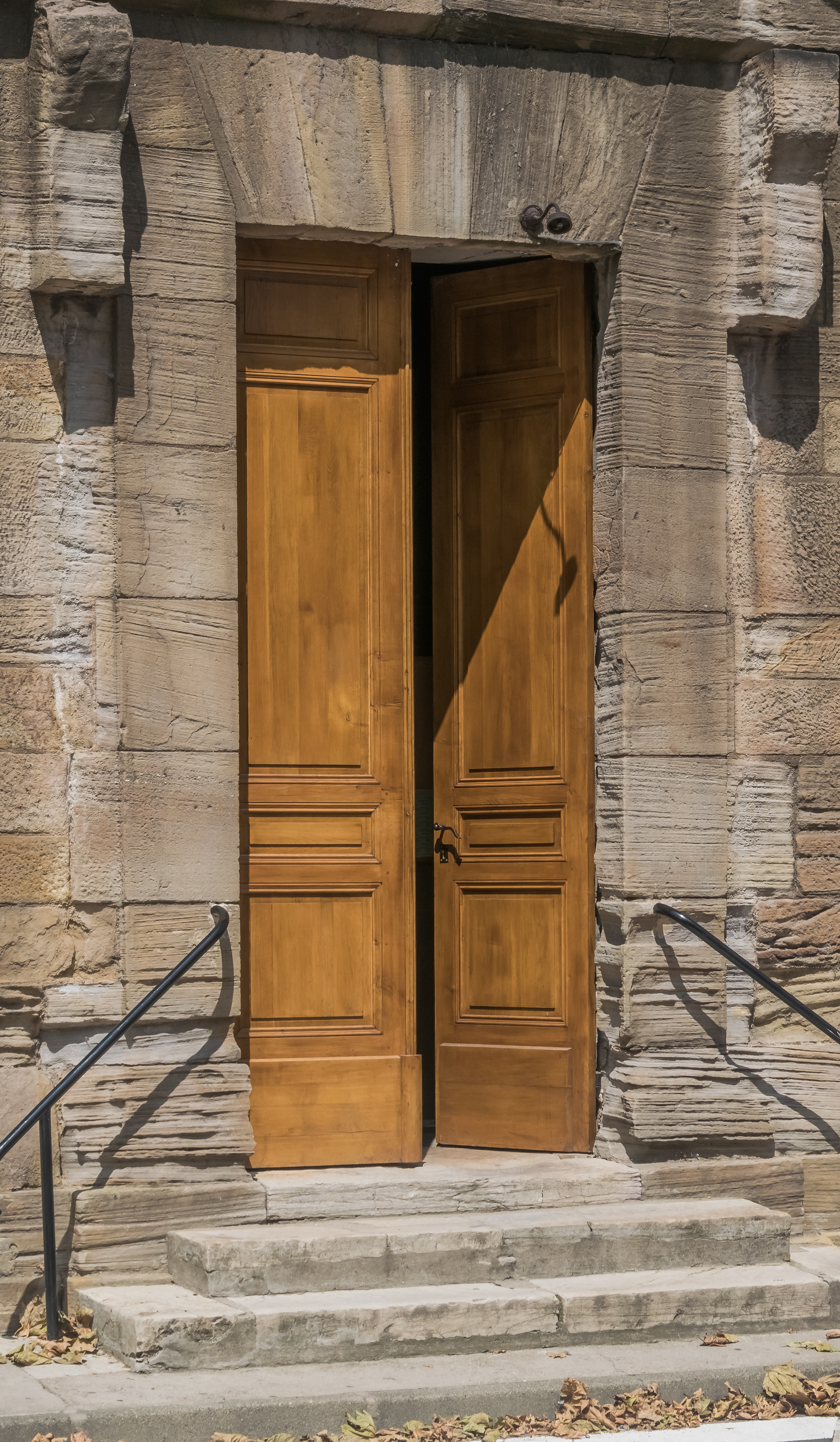

## Mobilier
Plusieurs objets, notamment l'orgue de tribune Cavaillé-Coll classé en 1994, le chemin de croix constitué de 14 toiles peintes par Gustave Moreau en 1863 et le carillon de huit cloches (fondeur : Crouzet-Hildebrand, 1880), sont référencés dans la base Palissy,,.

## Valorisation du patrimoine
Depuis 2017, elle accueille d'avril à septembre les pèlerins de la Via Podiensis, chemin vers Saint-Jacques-de-Compostelle, sauf en 2020 du fait de la pandémie.